# Северноалтайский язык
Северно-алта́йский язы́к (кумандинско-челканский) (самоназвание — тÿндÿк алтай тил) — один из двух горно-алтайских языков, язык челканцев и кумандинцев.
Традиционно южно- и северно-алтайский языки считались одним языком — алтайским. Однако согласно современным классификациям тюркских языков они являются двумя разными языками. Ситуацию усложняет то, что некоторые из отдельных южных и северных наречий официально признаны отдельными языками малочисленных народов России (в т.ч. кумандинский и челканский).
По данным переписи 2002 года в России 65 534 человек заявило, что владеет алтайским языком. По оценкам, из них лишь около 10 тысяч говорит на наречиях северно-алтайского, остальные на южно-алтайском.
В составе северно-алтайского языка выделяются 2 наречия:
- кумандинское наречие (къуманды / къубанды / къуўанды) ~8 000 чел.
- челканское наречие (куу / къуу, чалкъанду / шалкъанду) ~2 000 чел.

На основе культурно-этнографических и некоторых языковых признаков к северно-алтайскому причисляют также тубаларское наречие южно-алтайского языка.
К северно-алтайскому языку также примыкают, представляя собой, по сути, его диалекты, кондомский шорский и нижнечулымский (языки -j-), в отличие от языков -z- мрасского шорского и среднечулымского, входящих в хакасскую диалектную зону.
Северно-алтайские диалекты причисляются к хакасской группе тюркских (хакасско-алтайская подгруппа). Это, однако, сомнительно ввиду интервокального -j- (в хакасских -z-). Вероятно, самостоятельное ответвление тюркских языков -j-.
Письменность на кириллической основе. В 2006 году в Алтайском крае издана азбука кумандинского языка.